# Otto Schubert (Architekt, 1878)
Otto Schubert (* 23. Februar 1878 in Dresden; † 28. September 1968 ebenda) war ein deutscher Architekt und Hochschullehrer an der Technischen Hochschule Dresden.

## Leben
Otto Schubert, Sohn des Bildhauers Hermann Schubert, studierte nach dem Abitur am Vitzthumschen Gymnasium von 1897 bis 1892 Architektur an der Technischen Hochschule Dresden. Zu seinen Lehrern zählten Karl Weißbach, Paul Wallot und Cornelius Gurlitt. Im Jahr 1905 begann Schubert als Regierungsbaumeister sein Assessorat in der staatlichen Bauverwaltung und wurde vier Jahre später zum Bauamtmann ernannt und beim Sächsischen Finanzministerium in Dresden beschäftigt. Schubert promovierte 1906 an der Technischen Hochschule Dresden mit einer Arbeit über den Spanischen Barock und war ab Ende 1909 freischaffend als Architekt tätig.
Er wirkte, unterbrochen durch den Kriegsdienst in den Jahren 1915 bis 1918, als Assistent und ab 1919 als Privatdozent an der Technischen Hochschule Dresden. Im Jahr 1924 wurde Schubert außerordentlicher Professor für Bauformenlehre an der Technischen Hochschule Dresden. Einer seiner Schüler war Rolf Göpfert. Ebenfalls 1924 heiratete er Veronika Strüver, die ihm am 26. August 1925 den Sohn Friedrich Hermann Schubert gebar.
Im Jahr 1940 wurde Otto Schubert wegen seines mangelnden Einsatzes für die „Belange der NSDAP“ aus dem Lehramt entlassen.
Nach Ende des Zweiten Weltkriegs lehrte er bis 1953 als ordentlicher Professor für Geschichte der Baukunst an der Technischen Hochschule Dresden. Gleichzeitig war er Direktor des Instituts für Bauformenlehre und Entwerfen an der Hochschule.
Schuberts Grab befindet sich auf dem Urnenhain Tolkewitz.

## Bauten und Entwürfe (Auswahl)
- 1912: Erweiterung des Stadtmuseums in Bautzen
- 1924–1926: Eigenheimsiedlung in Dresden-Neugruna
- 1925: Gebäude an den Seegärten in Dresden-Stetzsch
- 1925: Siedlungsbauten an der Tauscherstraße in Dresden
- 1926: Wohnhäuser an der Ottendorfer Straße in Dresden
- 1926: Gebäude an der Seifersdorfer Straße in Dresden
- 1926: Wohnbauten an der Niederauer Straße in Dresden
- 1928: Häuser an der Ecke Bärwalder Straße / Hechtstraße in Dresden
- 1920 oder 1926: Wettbewerbsentwurf für das Deutsche Hygiene-Museum
- Gebäude an der Pennricher Straße in Dresden-Cotta
- Wohnsiedlungen in Gruna, Trachau, Gohlis und anderen Stadtteilen

## Schriften
- Geschichte des Barock in Spanien. Neff, Esslingen 1908.
- Architektur und Weltanschauung. Neff, Berlin 1931.
- Gesetz der Baukunst. 2 Bände. E. A. Seemann, Leipzig 1954.